# Segelfluggelände Tarmstedt

i7
i11
i13
Das Segelfluggelände Tarmstedt ist ein ca. 2 km nordwestlich von Westertimke im niedersächsischen Landkreis Rotenburg (Wümme) gelegener Flugplatz mit dem Status eines Segelfluggeländes. Auf dem Segelfluggelände wird überwiegend Segelflug im Winden-, Flugzeugschlepp- und Eigenstart durchgeführt. Ferner ist das Fluggelände für Motorsegler und Motorflugzeuge zum Zweck des F-Schlepps zugelassen.

## Lage
Der Flugplatz liegt 2 km nordwestlich von Westertimke in der Samtgemeinde Tarmstedt.

## Infrastruktur
Der Flugplatz verfügt über zwei Graspisten: 
Die hauptsächlich verwendete Piste 06/24 ist 850 Meter lang. Des Weiteren existiert eine 560 Meter lange Piste 10/28, welche die Piste 06/24 kreuzt. Es existieren zwei Hallen für die Segelflugzeuge, den Motorsegler sowie das zum Flugbetrieb notwendige Gerät. Für Wartungs- und Reparaturarbeiten stehen Werkstätten zur Verfügung.

## Geschichte
Am 11. Juli 1959 wurde mit dem ersten Start eines Segelflugzeugs, einer Rhönlerche aus Bremen, der Flugplatz seiner Bestimmung übergeben.

## Betreiber
Das Segelfluggelände Tarmstedt wird von der Airbus Segelfluggemeinschaft Bremen e. V. betrieben, ein Luftsportverein im Landesverband Bremen des Deutschen Aero Clubs. Der Verein bietet die Ausbildung zum Segelflugzeugführer sowie im Anschluss daran zum Motorsegelflugzeugführer an.